# Zahořany (Nyugat-prágai járás)
Zahořany település Csehországban, Nyugat-prágai járásban. Zahořany Bojanovice, Nová Ves pod Pleší, Mníšek pod Brdy és Čisovice településekkel határos. Lakosainak száma 355 fő (2024. január 1.).

## Népesség
A település lakosságának változását az alábbi diagram mutatja:
| Lakosok száma | 277  | 278  | 235  | 243  | 149  | 165  | 287  | 298  | 328  | 355  |
|               | 1869 | 1890 | 1921 | 1950 | 1980 | 2001 | 2017 | 2019 | 2022 | 2024 |